# Голодные простаки
«Голодные простаки» или «Голодные молодчики» (азерб. Ac həriflər) — пьеса азербайджанского драматурга Абдуррагим-бека Ахвердова, написанная в 1911 году, в те годы, когда Ахвердиев работал в правлении Куринско-Каспийского пароходства и сотрудничал с культурно-просветительным обществом «Ниджат».

## Действующие лица
- Гасан, шашлычник
- Зарбали, ученик Гасана
- Ибрагим-бек, чиновник
- Мирза Махмуд, сотрудник газеты «Ифтира»

Артисты
- Вели[азерб.]
- Гусейн

Два товарища
- Салман
- Сулейман

Посетители
- Латиф
- Самед
- Ахмед
- Рза

## Краткое содержание
Главным героем комедии является доверчивый и простой владелец шашлычной Гасан. К нему приходят люди различного сословия (актёры Вели и Гусейн, рабочие, и даже чиновник Ибрагим-бек и газетчик Мирза Махмуд. Наевшись у Гасана, практически все посетители решают не платить и с помощью всяческих уловок «сбегают», как в конце произносит и сам Гасан, из шашлычной.

## Анализ произведения
По словам театроведа Ингилаба Керимова, в своём произведении «Голодные простаки» Ахвердиев показал бедное и полуголодное существование таких корифеев азербайджанской сцены, как Гусейн Араблинский и Абульфат Вели. Посредством диалогов актёров, по словам Керимова, автор сообщал зрителям о финансовых трудностях и тяжёлой судьбе актёров.
Одним из «голодных простаков» и самым отвратительным, согласно литературоведу Камрану Мамедову, является герой рассказа Ахвердиева «Критика» Мирза Махмуд. Здесь он сотрудник газеты «Ифтира» и помимо театральных выступлений критикует и столовые. Однако, даже перед одним рублём Мирза Махмуд не может устоять и изменяет своим принципам. По словам Мамедова, Ахвердиев здесь показывает, что для обычных рабочих, корыстолюбивый интеллигент также страшен и вреден, как лживые представители духовенства.

## Экранизация
- В 1993 году режиссёр Рамиз Гасаноглу поставил по пьесе «Голодные простаки» одноимённый телеспектакль[5].